# Jørn Lande
Jørn Lande, cantante noruego de heavy metal, considerado una de las mejores voces del mundo en estos géneros musicales y conocido por multitud de proyectos entre los que cabe destacar ARK y Masterplan, además de su carrera solista. Su voz rasposa, potente y versátil a menudo le han ganado comparaciones con las voces de cantantes clásicos de los ochenta como Ronnie James Dio y David Coverdale. Dándole un toque único, que a su vez, lo diferencia de los vocalistas comunes del género.

## Biografía
Jørn Lande comenzó a ser conocido en la escena underground noruega con la banda Vagabond (con Ronni Le Tekro de  TNT) a mediados de los noventa, pero no fue hasta finales de década cuando su carrera comenzó a ascender, aunque cantó el himno nacional noruego en la copa Mundial de fútbol en 1994.
En 1998 grabó un disco con la banda de metal progresivo Mundanus Imperium, en la que ya dejó claro su predilección por los clásicos de los ochenta grabando una versión de Rainbow, Stargazer. Ese mismo año se incorporó a The Snakes, formación inglesa de versiones de Whitesnake formada por exmiembros de la misma, con quienes grabó un álbum de canciones originales titulado Once Bitten, seguido de el directo Live in Europe.
En el año 2000 su nombre ya se empieza a escuchar por toda Europa al grabar el disco debut de la banda noruega de metal progresivo ARK, junto a exmiembros de Conception e Yngwie Malmsteen, así como con la banda norteamericana Millenium y su Hourglass, con quienes realiza una pequeña gira mundial. Además, ese año Jørn Lande comienza su carrera en solitario con Starfire.
Ya en 2001, Jørn Lande alcanza el éxito con dos discos de metal progresivo y una ópera rock: ARK, Burn the Sun, alabado por crítica y público y que les permitió hacer una gira europea como teloneros de los británicos Threshold, Beyond Twilight y su disco debut The Devil's Hall of Fame, y la exitosa y galardonada ópera rock Nikolo Kotzev's Nostradamus, junto a nombres como Joe Lynn Turner, Glenn Hughes o Sass Jordan entre otros. También graba con Beyond Twilight su disco debut A finales de año se unió a Yngwie Malmsteen en su gira americana, pero la relación acabó pronto y muy mal. Ese mismo año graba su segundo disco en solitario, Worldchanger.
En 2002 se une a la banda Masterplan, recién formada por Roland Grapow y Uli Kusch, quienes acababan de ser expulsados de Helloween, lanzando un sencillo de presentación titulado Enlighten Me.
En 2003 triunfa con el primer disco de Masterplan, y su nombre y voz ya son conocidos en todo el mundo, realizando una gira mundial como teloneros de Hammerfall y tocando en numerosos festivales. Aun así, le da tiempo para volver a colaborar con Nikolo Kotzev en su banda Brazzen Abbot en el disco Guilty as Sin.
En 2004 graba su tercer disco en solitario, Out to Every Nation, consiguiendo muy buenas críticas. También graba un adelanto del segundo disco de Masterplan, el sencillo Back for My Life.
En 2005 sale Aeronautics, último disco de Masterplan con Jørn Lande a la voz hasta la fecha, dejando la formación por diferencias musicales después de una gira mundial como cabezas de cartel con Circle to Circle como teloneros. Ese mismo año graba la primera parte del proyecto melódico auspiciado por Frontier Records, Allen/Lande, The Battle, junto al cantante de Symphony X Russell Allen.
En 2006 retoma su carrera en solitario como principal proyecto, grabando The Duke, y dándose un año después el empuje más grande al editar nada menos que tres discos en el mismo 2007: The Gathering, disco recopilatorio con versiones regrabadas de sus temas, Unlocking the Past, disco de versiones de sus clásicos preferidos como Deep Purple, Rainbow o Whitesnake, y Live in America, su primer directo, salió a la venta el 21 de septiembre de 2007, contiene 2 discos con pistas tomadas de su actuación el 16 de septiembre de 2006, en el festival de rock  ProgPower VII en Atlanta,  Georgia. 
Todavía en 2007, Jørn Lande cierra el proyecto Allen/Lande con The Revenge, se une a Ken Hensley de Uriah Heep para grabar la ópera rock Blood on the Highway, con quien realizaría una pequeña gira editando un DVD en directo, y graba unos temas para los dos singles que precedieron a la tercera entrega de la ópera metal Avantasia, los EP Lost in Space I y II.
Comienza 2008 con la participación en dos óperas metal diferentes: primero con Avantasia en The Scarecrow y más tarde con 01011001 de Ayreon. Poco después saca su nuevos disco Lonely are the Brave que rápidamente se convirtió en el álbum de venta más rápida de su carrera. La pista 9 del álbum también está disponible como una edición limitada Slipcase versión con dos canciones adicionales, incluyendo un cover de la pista de título Stormbringer de  Deep Purple 
Ya en 2009, Jørn Lande nos deja un nuevo trabajo en solitario, Spirit Black, y se confirma su vuelta a Masterplan.
En 2011 participa nuevamente en Avantasia, esta vez participando de los discos The Wicked Symphony y Angel of Babylon.
En 2014 participa en un proyecto de la compañía Riot Games para crear las canciones - Lightbringer y Thornmail de Pentakill como cooperación para un juego popular llamado League of Legends.
En 2016 participa en el nuevo disco de Avantasia llamado Ghostlights, el cual recibió muy buenas críticas.
En 2021 participa en el Melodi Grand Prix que seleccionó la canción que representará a Noruega en el Festival de la Canción de Eurovisión 2021, con la canción "Fate Bloody Faith". Actúa en la semifinal 1 acabando en segundo lugar. Clasifica a la final luego de triunfar en el repechaje. En la final consigue pasar a la Final de Oro junto a otras tres canciones.

## Discografía

### Álbumes en solitario
Índices de audiencia en Allmusic:
| Año  | Título                 | Discográfica     | Tipo          | Calificación    |
| 2000 | Starfire               | Frontiers        | Studio        | 2.5/5 estrellas |
| 2001 | Worldchanger           | Frontiers        | Studio        | N/A             |
| 2004 | Out to Every Nation    | AFM/The End      | Studio        | 3.5/5 estrellas |
| 2006 | The Duke               | AFM/Candlelight  | Studio        | 3.5/5 estrellas |
| 2007 | The Gathering          | Frontiers        | Greatest Hits | 4.5/5 estrellas |
| 2007 | Unlocking the Past     | Avalon/Frontiers | Cover         | 2.5/5 estrellas |
| 2007 | Live in America!       | Frontiers        | Live          | N/A             |
| 2008 | Lonely Are The Brave   | Frontiers        | Studio        | N/A             |
| 2009 | Spirit Black           | Frontiers        | Studio        | N/A             |
| 2010 | Jorn-Dio               |                  | Cover         |                 |
| 2013 | Jorn-Traveller         | Frontiers        | Studio        |                 |
| 2015 | Dracula Swing of Death | Frontiers        | Studio        |                 |
| 2017 | Life on Death Road     | Frontiers        | Studio        |                 |

### Vagabond
- Vagabond (1994)
- A Huge Fan of Life (1995)

### Mundanus Imperium
- The Spectral Spheres Coronation (1998)

### The Snakes
- Once Bitten (1998)
- Live in Europe (1998)

### Millennium
- Hourglass (2000)

### ARK
- ARK (2000)
- Burn The Sun (2001)

### Beyond Twilight
- The Devil's Hall of Fame (2001)

### Nikolo Kotzev
- Nikolo Kotzev's Nostradamus (2001)

### Brazen Abbot
- Guilty As Sin (2003)

### Masterplan
- Enlighten Me (single) (2002)
- Masterplan (2003)
- Back For My Life (EP) (2004)
- Aeronautics (2005)
- Time to be King (2010)

### Allen/Lande
- The Battle (2005)
- The Revenge (2007)
- The Showdown (2010)
- The Great Divide (2014)

### Ken Hensley
- Blood On The Highway (2007)

### Avantasia
- Lost in Space Part I (2007)
- Lost in Space Part II (2007)
- The Scarecrow (2008)
- Angel of Babylon y The Wicked Symphony  (2010)
- Ghostlights (2016)
- Moonglow (2019)

### Ayreon
- 01011001 (2008)

### Pentakill
- Smite and Ignite (2014)
- (II) Grasp of the Undying  (2017)
- (III) Lost Chapter  (2021)

## Miembros de Jorn

### Miembros actuales de Jorn
- Jorn Lande  - voz
- Trond Holter- Guitarras
- Thomas Bekkevold- Bajo
- Christian Svedesen - Batería

### Miembros pasados/miembros invitados de Jorn
- Morty Black - Bajo (The Duke, The Gathering)
- Jan Axel von Blomberg - Batería ( Worldchanger)
- Magnus Rosén - Bajo (Out to Every Nation)
- Stian Kristoffersen - Batería (Out to Every Nation)
- Jørn Viggo Lofstad - Guitarra (Out to Every Nation - The Duke - Live in America - Lonely Are the Brave)
- Ronny Tegner - Teclados (Out to Every Nation)
- Ralph Santolla - Guitarras (invitado en Starfire)
- Ronni Le Tekro - Guitarras (invitado en Starfire, Unlocking the Past (grabando la versión The Day the Earth Caught Fire))
- Tore Østby - Guitarras (invitado en Starfire)
- Jon A . Narum -  Batería, samples, bajo, guitarra, melotrone (invitado en Starfire)
- Dag Stokke - Teclados (Starfire)
- John Macaluso - Batería (Starfire)
- Steinar Krokmo - Bajo (invitado en Unlocking the Past)